# Sympaťák Tipsport ELH
Sympaťák Tipsport extraligy ledního hokeje bylo ocenění pro hokejistu české hokejové extraligy, kterého fanoušci svým hlasováním na internetu na základě informací a fotografií zvolíli za nejsympatičtějšího. Toto ocenění sponzorovala a udělovala agentura BPA sport marketing. Trofej byla udělována od sezóny 2005/06 do sezóny 2011/12.

## Držitelé
| Sezóna    | 1. místo        | 1. místo               | 2. místo         | 2. místo               | 3. místo          | 3. místo            |
| --------- | --------------- | ---------------------- | ---------------- | ---------------------- | ----------------- | ------------------- |
| 2005/2006 | Ján Lašák       | HC Moeller Pardubice   | Milan Hnilička   | Bílí Tygři Liberec     | Martin Hamrlík    | HC Hamé Zlín        |
| 2006/2007 | Miroslav Hlinka | HC Moeller Pardubice   | Radek Matějovský | HC Lasselsberger Plzeň | Marek Tomica      | HC Slavia Praha     |
| 2007/2008 | Roman Málek     | HC Lasselsberger Plzeň | Tomáš Rolinek    | HC Moeller Pardubice   | Jan Plodek        | Bílí Tygři Liberec  |
| 2008/2009 | Martin Straka   | HC Lasselsberger Plzeň | Martin Procházka | HC GEUS OKNA Kladno    | Jiří Šlégr        | HC Litvínov         |
| 2009/2010 | Martin Straka   | HC Plzeň 1929          | Petr Hubáček     | HC Kometa Brno         | František Kaberle | HC GEUS OKNA Kladno |
| 2010/2011 | Martin Straka   | HC Plzeň 1929          | Petr Hubáček     | HC Kometa Brno         | Martin Růžička    | HC Eaton Pardubice  |
| 2011/2012 | Radek Dlouhý    | HC Kometa Brno         | Martin Straka    | HC Plzeň 1929          | Viktor Ujčík      | HC Vítkovice Steel  |
| 2022/2023 | Jakub Flek      | HC Kometa Brno         | Neznámo          |                        |                   |                     |